# Predaja ključev (Perugino)
Predaja ključev ali Kristus izroča ključe svetemu Petru je freska italijanskega renesančnega slikarja Pietra Perugina, ki je bila izvedena v letih 1481–1482 in se nahaja v Sikstinski kapeli v Vatikanu.

## Zgodovina
Naročilo dela je nastalo leta 1480, ko je Perugino okrasil kapelo v stari baziliki svetega Petra v Rimu. Papež Sikst IV. je bil z njegovim delom zadovoljen in se je odločil, da mu naroči tudi dekoracijo nove kapele, ki jo je zgradil v vatikanski palači. Zaradi obsega dela se je kasneje Peruginu pridružila skupina slikarjev iz Firenc, med katerimi so bili tudi Sandro Botticelli, Domenico Ghirlandaio in drugi.
Medtem ko je delo še nastajalo, je obisk Alfonsa II. Neapeljskega povzročil, da je bil dodan na skrajni levi strani skupine oseb v ospredju. Da bi uravnotežil podobo, je bil nad sv. Petrom dodan apostol.

## Opis
Prizor, del serije Zgodbe o Jezusu na severni steni kapele, je sklicevanje na evangelij po Mateju Mt 16,18-20 [2], v katerem Jezus pravi, da bo Svetemu Petru izročil »ključe nebeškega kraljestva«. Ti ključi predstavljajo moč odpuščanja in delitve božje besede, s čimer jim dajejo moč, da druge pusti v nebesa. Glavne figure so organizirane v frizu v dveh tesno stisnjenih vrstah blizu površine slike in precej pod obzorjem. Glavno skupino, v kateri je Kristus predal srebrne in zlate ključe klečečemu sv. Petru, obkrožajo drugi apostoli, vključno z Judo (peta figura levo od Kristusa), vsi z nimbi, skupaj s portreti sodobnikov, vključno z enim rečeno, da gre za avtoportret (peti z desnega roba). Raven, odprt kvadrat je z barvnimi kamni razdeljen na velike pravokotnike. V središču ozadja je tempelj, ki spominja na idealno cerkev O arhitekturi Leona Battiste Albertija; na obeh straneh so slavoloki z napisi, ki se nanašajo na Siksta VI. do Salomona in opozarjajo na njegov tempelj. Na srednji razdalji sta raztresena dva prizora iz Kristusovega življenja, med njimi Daj cesarju, kar je cesarjevega na levi in Kamenjanje Kristusa na desni.
Slog figur je navdihnil Andrea del Verrocchio. Aktivna draperija s svojo zapletenostjo in figure, zlasti več apostolov, vključno s sv. Janezom Evangelistom, z lepimi potezami, dolgimi lasmi, elegantnim vedenjem in prefinjenostjo, kažejo na svetega Tomaža iz bronaste skupine Verrocchia v Orsanmicheleju. Poze igralcev se razdelijo v majhno število osnovnih stojišč, ki se dosledno ponavljajo, običajno z ene strani na drugo, kar pomeni uporabo istega kartona. So graciozne in elegantne postave, ki trdno stojijo na zemlji. Njihove glave so majhne sorazmerno s preostalim telesom, značilnosti pa so občutljivo destilirane s precejšnjo pozornostjo do manjših podrobnosti.
Osmerokotni jeruzalemski tempelj  in verande, ki dominirajo nad osrednjo osjo, so verjetno imeli za seboj projekt, ki ga je ustvaril arhitekt, vendar je Peruginova obravnava podobna izdelavi lesenega modela, natančno poslikanega. Stavba s svojimi loki služi kot kulisa, pred katero se odvija dogajanje. Perugino je pomembno prispeval k upodabljanju pokrajine. Občutek neskončnega sveta, ki se razprostira čez obzorje, je močnejši kot v skoraj vseh drugih delih njegovih sodobnikov, pernata drevesa ob oblakov polnem nebu z modrikasto sivimi griči v daljavi pa predstavljajo rešitev, ki bi jo našli pri kasnejših slikarjih, še posebej pri Rafaelu.
Stavba v središču je podobna zgradbi v Poroki Device, ki jo je naslikal Perugino, pa tudi zgradbi, ki jo je v svojih Zgodbah o sv. Bernardinu v kapeli Bufalini, Santa Maria v Aracoeli, naslikal Peruginov učenec Pinturicchio.

## Legenda
Verjeli so, da je freska dober znak v papeških konklavih: vraževerje je menilo, da bo verjetno izvoljen kardinal, ki je bil (kot je bil izbran z žrebom) v celici pod fresko. Sodobni zapisi kažejo, da so bili vsaj trije papeži nameščeni pod fresko med konklavo, ki so jih izvolili: papež Klemen VII., papež Julij II. in papež Pavel III.. 